# Karl Thomas zu Löwenstein-Wertheim-Rochefort

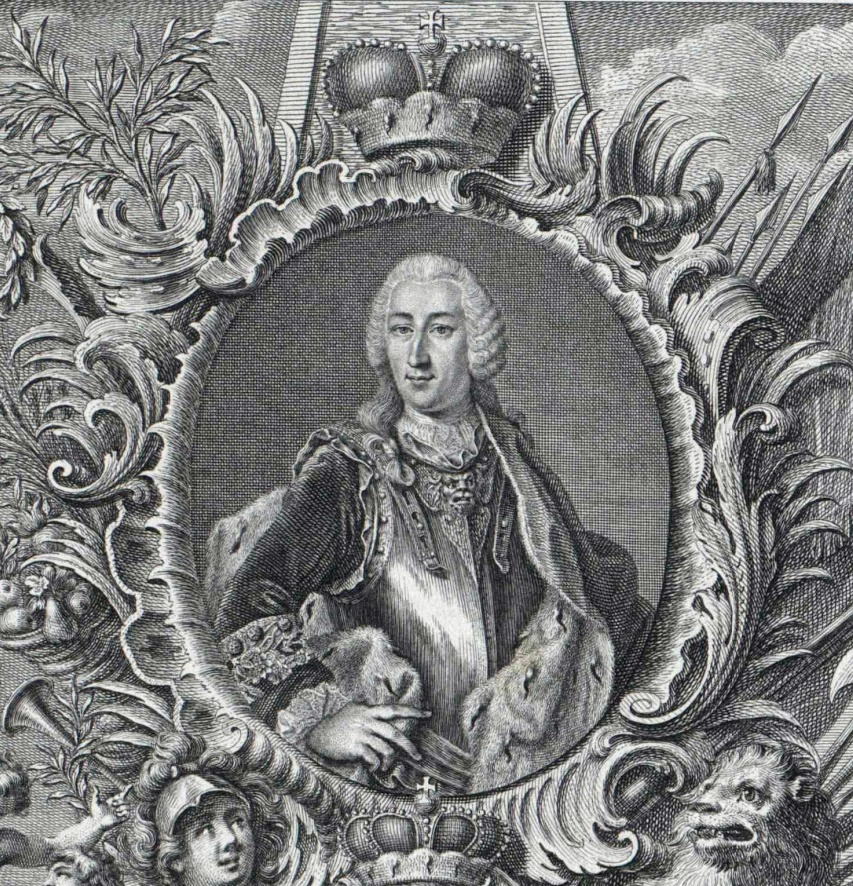
Fürst Karl Thomas

Karl Thomas Fürst zu Löwenstein-Wertheim-Rochefort (* 7. März 1714 in Augsburg; † 6. Juni 1789 in Kleinheubach) war von 1735 bis 1789 der dritte Fürst aus dem Hause Löwenstein.

## Dynastische Zuordnung
Karl Thomas war der älteste Sohn des Fürsten Dominik Marquard zu Löwenstein-Wertheim-Rochefort (1690–1735) und von dessen Frau Christina Franziska Polyxena geborene Landgräfin von Hessen-Rheinfels (1688–1728).

## Bildung

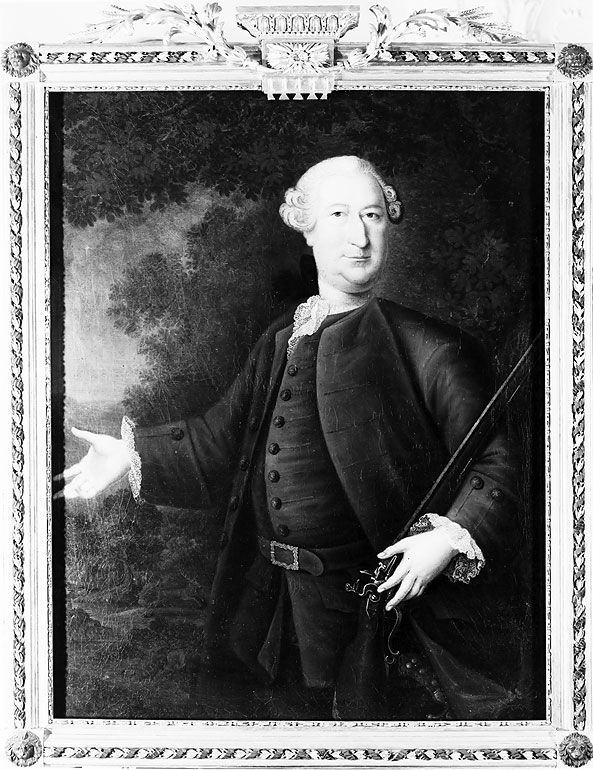
Fürst Karl Thomas als Jäger

Karl Thomas studierte in Prag und Paris und war sehr an Kunst und Wissenschaft interessiert. Am 4. Januar 1754 wurde er mit dem akademischen Beinamen Apollo Soter als Mitglied (Matrikel-Nr. 584) in die Leopoldina aufgenommen. Weiterhin war er seit 1765 korrespondierendes Mitglied der Académie française und trug im Laufe seines Lebens eine umfangreiche Bibliothek zusammen.

## Militärische Laufbahn
Fürst Karl Thomas wurde am 4. Mai 1758 kurpfälzischer Generalleutnant und am 31. Dezember 1769 kaiserlicher Feldmarschallleutnant.

## Herrschaft
Nachdem der Vater 1735 in Venedig ermordet worden war, trat Fürst Karl Thomas als 21-Jähriger dessen Erbe an. Die finanzielle Situation war von Beginn an sehr angespannt und verschärfte sich noch im Laufe der kommenden Jahre, bedingt auch durch einen verschwenderischen Lebensstil des Fürsten und eine unrealistische politische Herangehensweise. Einerseits fühlte er sich verpflichtet, das Wohl seiner Untertanen zu mehren, andererseits verbot er deren Meinungsäußerung in Staatsangelegenheiten. Seine Herrschaft entsprach also ganz der eines absolutistischen Fürsten.
Da die fünf jüngeren Brüder von Fürst Karl Thomas auf Grund der Primogenitur von der Herrschaft ausgeschlossen waren, versuchten sie die finanzielle Notlage des Fürstentums auszunutzen und wollten durch eine Klage beim Reichshofrat darauf hinwirken, dass ihr Bruder für regierungsunfähig befunden würde. Es gelang Fürst Karl Thomas, dieses Ansinnen abzuwehren und durch Reformen in seiner Regierung und Hofkammer die finanzielle Misere etwas zurückzufahren, jedoch hielt ihn dies nicht davon ab, sinnlose Projekte wie etwa die Errichtung einer Universität in Kleinheubach zu verfolgen, die letztendlich wegen der begrenzten Geldmittel zum Scheitern verurteilt waren.

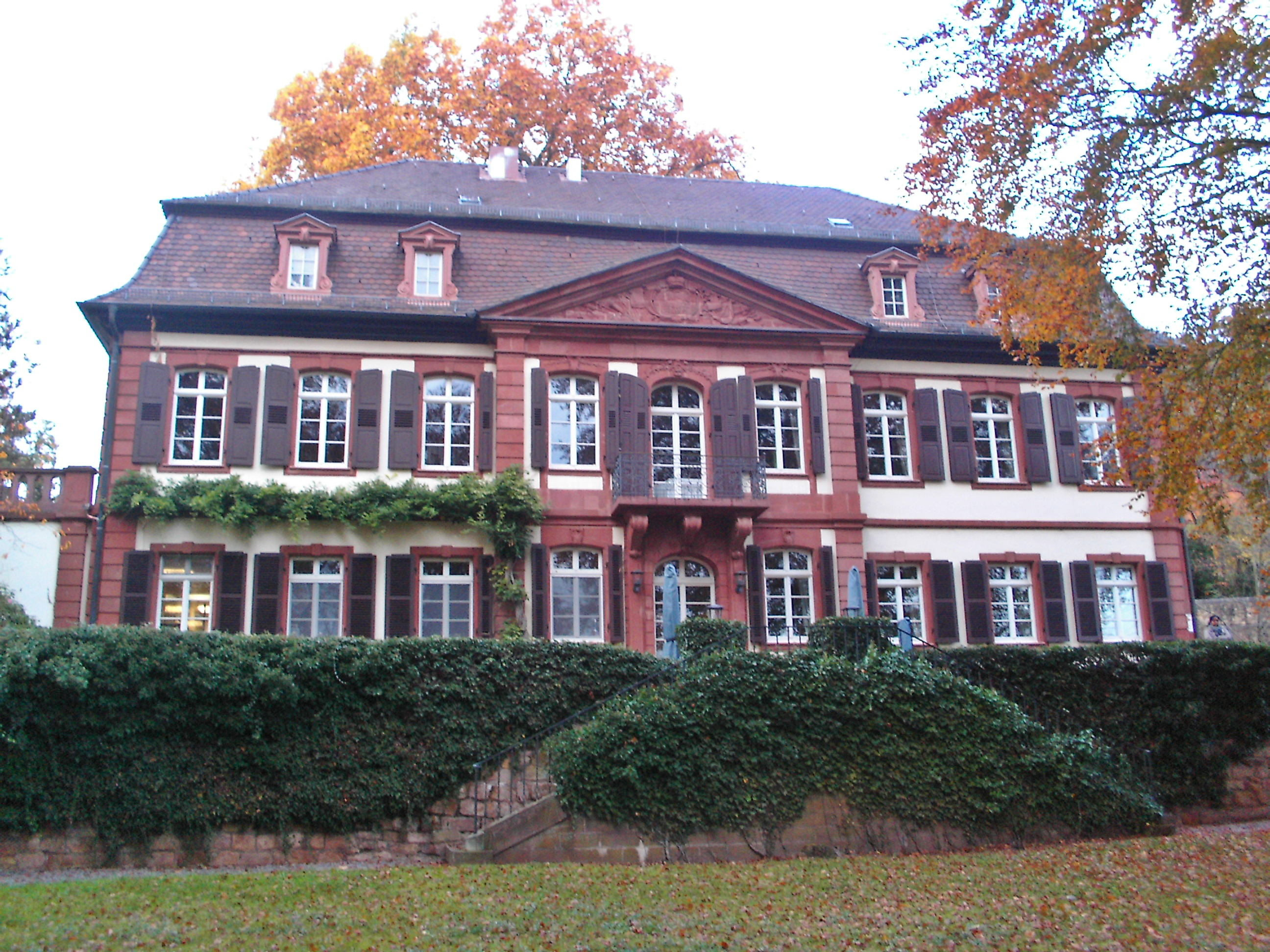
Das Löwensteiner Amtsschloss, in Albersweiler-St. Johann

Während seiner Herrschaft war Fürst Karl Thomas häufig in Prozesse am Reichskammergericht verwickelt. Meist ging es um Streitigkeiten mit der Virneburger Linie wegen der Aufteilung gemeinschaftlich ausgeübter Herrschaftsrechte, sogenannte Kondominiumsangelegenheiten, oder um Streitigkeiten finanzieller Natur mit seinen Brüdern und Beamten. Als sehr schwerwiegend gestaltete sich eine rechtliche Auseinandersetzung mit den Nachfahren der Brüder Ludwigs zu Stolberg. 1732 verlangte das Reichskammergericht die Rückgabe des Stolberger Anteils an Rochefort. Der Streit endete 1755 mit dem Verlust der Hälfte aller niederländischen Besitzungen, darunter auch die Grafschaft Rochefort. Zum Teil konnten diese Verluste durch Erbschaften großer Gebiete in Böhmen ausgeglichen werden. 1765 erbte er nach dem Tod seiner ersten Frau und der Tochter die böhmische Herrschaft Horažďovice, die er 1779 seiner zweiten Frau überschrieb.
Während seiner Herrschaft verkündete er die allgemeine Schulpflicht und versuchte die Macht der Beamten zu begrenzen, was beides nicht zur vollen Zufriedenheit gelang. Für die Angehörigen verstorbener Beamter gründete er einen Witwen- und Waisenkasse und wagte sich an eine Steuerreform. 1764 ließ Fürst Karl Thomas zu Albersweiler-St. Johann, im linksrheinischen Landesteil Scharfeneck, das noch existente Löwensteiner Amtsschloss erbauen, das jetzt als BASF-Studienhaus dient. Im höheren Alter fielen ihm notwendige Reformen zunehmend schwer. Häufige Phasen der Krankheit nutzte seine zweite Frau zur direkten Einmischung in die politischen Geschäfte. Zudem intrigierte sie gegen einzelne Beamte, was die krisenhafte Stimmung im Fürstentum noch verschärfte.

## Ehen und Familie
Karl Thomas heiratete am 25. Juli 1736 in Wien Marie Charlotte Prinzessin von Holstein-Wiesenburg (1718–1765), eine Tochter Herzog Leopolds (1674–1744). Aus der Ehe ging eine Tochter Leopoldine (1739–1765) hervor, welche 1761 Karl Albrecht II. zu Hohenlohe-Waldenburg-Schillingsfürst (1742–1796) ehelichte.
Nach dem Tod seiner ersten Frau heiratete Fürst Karl Thomas am 4. Februar 1770 in morganatischer Ehe Maria Josepha, verwitwete von Rummerskirch (verwitwete Romerskirch), geborene Stipplin (1735–1799), die erst am 17. März 1770 für ihre Herkunftsfamilie einen in Wien ausgestellten Adelsbrief erhielt, gemeinsam mit ihren Brüdern, Bürgern der Reichsstadt Biberach, Joseph Christoph August Stipplin, Hauptmann im fränkischen Ritterordenskontingent, und Georg Friedrich Stipplin, Oberstleutnant in kurpfälzischen Kriegsdiensten.
Obwohl es also eine standesungleiche Ehe war, und man wollte um jeden Preis die bürgerliche Herkunft mit Tricks bis hin zur Aktenfälschung vertuschen, galt sie als die Fürstin im Hause Löwenstein-Wertheim-Rochefort. Zudem wurde ihr der gebürtige freiherrliche Stand zugeschrieben, als geborene Freiin von Stipplin.
Ihr erster Ehemann war vorgeblich Freiherr Eduard von Rumerskirch. Tatsächlich war es aber Eduard Römerskirch, urkundlich 1756, der fürstlich löwensteinischer Kammerrat in Kleinheubach war und 1769 verstarb. Ihn (alias Johann Michael Edmund Rommerskirch) hatte Josepha Stipplin mit 19 Jahren geheiratet. Er wurde 1742 in Kleinheubach als Kammerdiener angestellt und avancierte nach vier Jahren zum Schlossverwalter. 1751 wurde er entlassen, 1755 aber wieder angestellt, um schließlich 1763 löwensteinischer Kammerrat zu werden. Die Ehe, die er mit der 20 Jahre jüngeren Josepha 39-jährig einging, war seine dritte. Zuvor hatte er zwei Kleinheubacher Beamtentöchter zur Frau. Die Ehe wurde aber auffälligerweise nicht in Kleinheubach, sondern am 24. Juni 1754 in Gerichtstetten, einem Dorf der Grafschaft Wertheim, geschlossen. Der Traueintrag im Kirchenbuch nennt ihn praenobilis ac spectabilis Dominus Viduus Edmundus de Romerskirch. Seine Eltern Johann Jakob (nachgetragen: Christoph) Rommerskirchen und Maria Klara Barth hatten am 8. Juli 1709 ebendort die Ehe greschlossen. In den späteren Akten zur Adelserhebung werden die Eltern als Johann Christoph Rudolf von Rumerskirch, kurmainzischer Rentenherr, und Maria Clara von Barth aufgeführt.
Aus erster Ehe hatte Josepha einen Sohn, Johann Bernhard von Rummerskirch, welcher als der Stiefsohn des Fürsten zu Löwenstein bekannt war (es wird auch kolportiert, dass der Fürst der biologische Vater gewesen sei). Kaiser Joseph II. erhob ihn (Johann Bernhard Romerskirch, fürstlich löwensteinischer Hofkammerrat) am 24. April 1780 zu Wien in den Reichsritterstand mit dem Prädikat „Edler von Romerskirchen“. Der Kaiser „erneuerte“ (auf Betreiben seines fürstlichen Stief- und möglicherweise auch leiblichen Vaters) am 1. Juli 1783 diesem Johann Bernhard von Rummerskirch seinen alten (zweifelhaften) Adel: Johann Bernhard Edler von Rumerskirch, Hofkammerrat in fürstlich löwensteinischen Diensten, erhielt den Panierherrenstand sowie Reichsfreiherrenstand und eine Wappenbesserung, indem das Wappen der Stipplin mit dem Wagenrad und ein schwarzer Adler als kaiserliches Gnadenzeichen in das Rummmerskircher Wappen aufgenommen wurden. Der Adelsbrief enthält die vorgebliche Bemerkung, dass die mütterlichen Vorfahren Stipplin eine alte, zu Anfang des 17. Jahrhunderts in die Reichsstadt Biberach übergesiedelte schwedische Adelsfamilie seien. Tatsächlich gab es 1628 zu Biberach einen Stadtschreiber Wolfgang Stipplin, der dem Rat beigeordnet war (sein Sohn Chrysostomus Stipplin (1609–1672) 1639–1672 Archivar in St. Gallen, 1654–1672 Sekretär des Kapitels, war der erste St. Galler Mönch, der den Titel eines Archivars führte, nachdem das Archiv von der Stiftskanzlei getrennt worden war), und als 1632 die Besetzung des Biberacher Rats durch die Gemeinde auf königlich schwedischen Befehl erfolgte, waren keine Stipplins dabei. Erst als die Besetzung des Rats zu Biberach durch den Grafen von Waldburg-Zeil als kaiserlichen Kommissar, 1641, erfolgte, kam der katholische Hans Georg Stipplin in den Inneren Rat, und mutmaßlich derselbe katholische Hans Jerg Stipplin kam bei der Besetzung des Magistrats zu Biberach 1649 in den Kleinen Rat. Dabei ist beachtlich, dass es ein bekanntes, älteres Adelsgeschlecht Rumerskirch gab, dessen Stammvater 1533 einen Wappenbrief mit der Kirche erhielt. 1590 folgte die Erhebung in den Reichsadelsstand, 1681 das böhmische Inkolat im Ritterstand, der Freiherrenstand 1747. Dieses Geschlecht, mit dem Johann Bernhard Rommerskirch/von Rumerskirch entgegen der Vermengung in Literatur des 19. Jahrhunderts nicht stammverwandt war, bildete eine ältere, böhmische und eine jüngere, österreichische Linie aus, wovon letztere 1873 bereits im Mannesstamm ausgestorben war.
Der Ritterkanton Rhön-Werra des Fränkischer Ritterkreises zweifelte den alten Adel des Johann Bernhard von Rummerskirch an: der Vater des Aspiranten (der erste Ehemann der späteren zweiten Gemahlin des Fürsten zu Löwenstein) sei gelernter Chirurg, dann Kammerdiener bei dem regierenden Fürsten Karl Thomas zu Löwenstein gewesen. Schließlich erfolgte 1792 die Bewilligung der Rezeption zum Ritterkanton Odenwald bzw. Ritterkanton Altmühl des fürstlichen Stiefsohnes, pfalzbayerischen Geheimen Rats Johann Bernhard von Rummerskirch, aber nur als Neuadliger und nur per majora (also nicht einstimmig).
1801 verheiratete er sich, der 1756 geborene Johann Bernhard von Rummerskirch, mit der 1778 geborenen Anne von Hildprandt, Freiin von Ottenhausen. 1803 erhielt er von Kaiser Franz II. den Grafenstand. 1819 lebte er als Graf Rummerskirch, königlich bayerischer wirklicher adeliger Geheimer Rat, auf seinen böhmischen Besitzungen, den Herrschaften Horaždiowitz und Stremomielitz. Erstere Herrschaft hatte Fürst Karl Thomas zu Löwenstein 1765 geerbt und 1779 seiner zweiten Frau, der Mutter des Grafen Rummerskirch, überschrieben. Dort starb sie auch, 1799, als verwitwete Reichsfürstin zu Löwenstein-Wertheim-Rochefort. Die von ihrem Sohn versandte gedruckte Traueranzeige erreichte auch die Deutschordensritter im Schloss Mergentheim. Durch den Besitz der böhmischen Güter konnte Rumerskirch auch am 1. März 1797 das böhmische Inkolat erhalten. Zwei Söhne und Nachfahren aus zwei Ehen hinterlassend, starb er 1829.

## Nachfolger
Da Fürst Karl Thomas 1789 nach mehr als fünfzigjähriger Herrschaft ohne legitimen Erben starb, folgte ihm dessen Neffe Dominik Constantin (1762–1814), Sohn von Karl Thomas jüngerem Bruder Theodor Alexander (1722–1780).